# Анрі Траоре
Анрі Траоре (фр. Henri Traoré, нар. 13 квітня 1983) — буркінійський футболіст, що грав на позиції захисника, зокрема за національну збірну Буркіна-Фасо.

## Клубна кар'єра
У дорослому футболі дебютував 2005 року виступами за команду «Етуаль Філант», в якій провів п'ять сезонів. 
2010 року перейшов до ганійського клубу «Ашанті Голд», кольори якого захищав до завершення кар'єри у 2015 році.

## Виступи за збірну
2005 року дебютував в офіційних матчах у складі національної збірної Буркіна-Фасо. Надалі викликався до лав національної команди дуже нерегулярно і за 9 років провів у її формі лише 4 матчі.
Був учасником Кубка африканських націй 2013 року в ПАР, де буркінійці здобули «срібло» турніру, а сам Траоре виходив на поле на заміну наприкінці основного часу півфінальної гри проти ганців.

## Титули і досягнення
- Срібний призер Кубка африканських націй: 2013